# Ornella Vanoni (1961)
Ornella Vanoni è l'album di debutto della cantante italiana Ornella Vanoni, pubblicato e distribuito dalla casa discografica Dischi Ricordi (catalogo MRL 6013) nel 1961.

## Il disco
Primo 33 giri della cantante, riunisce i suoi successi fino a quel momento: sul lato A alcune "canzoni della mala" tutte arrangiate da Fiorenzo Carpi, sul lato B brani del suo nuovo stile artistico, quello delle canzoni d'amore.
La prima edizione dell'LP per la collana Ricordi-Special è in versione monofonica e presenta una copertina in cartone pesante, apribile e laminata. Al suo interno un libretto incollato di quattro pagine, delle stesse dimensioni della copertina, con molte foto e una lunga presentazione firmata da Giorgio Berti. Il vinile è fisicamente contenuto in una sorta di grossa busta da lettere, incollata alla copertina dopo il libretto, sulla quale sono riportati i lavori della cantante precedentemente editi dalla Ricordi. Sull'etichetta non c'è il timbro SIAE, ma il marchio BIEM.
Verrà ristampato molte volte (catalogo MRP 9024 nel 1961), anche in versione stereo, con copertina del tutto differente (MRP 9024) nel 1968. Le edizioni successive si riconoscono per una generale semplificazione della copertina, che progressivamente perde il libretto per poi diventare a busta chiusa. Viene modificato anche il numero di catalogo eliminando la dicitura "Special" sul fronte copertina.

## I brani
- Senza fine
Scritta da Gino Paoli colpito dalle grandi mani di Ornella,[3] fa parte della colonna sonora del film Il volo della fenice di Robert Aldrich.
- Cercami
Era destinata a Claudio Villa, ma Ornella riuscì ad averla per sé e portarla al successo, incidendola tra le lacrime e dedicandola a Paoli.[4] La cantante riproporrà il brano nel 2000 in tour con i Delta V.
- Per te
Brano già pubblicato da Gino Paoli nel 1959.
- Me in tutto il mondo
Dedicata dal cantautore addirittura per iscritto sulla copertina del 45 giri di Ornella:[5]

- Un jour tu verras
Eseguito nella versione in italiano pur mantenendo il titolo originale (testo in francese di Marcel Mouloudji).

## Tracce
Lato A
1. Hanno ammazzato il Mario – 2:37 (testo: Dario Fo – musica: Fiorenzo Carpi)
2. Le mantellate – 3:45 (testo: Giorgio Strehler – musica: Fiorenzo Carpi)
3. Sentii come la vosa la sirena – 3:10 (testo: Dario Fo – musica: Fiorenzo Carpi)
4. Canto di carcerati calabresi – 2:42 (testo: anonimo ignoto – musica: Gino Negri)
5. La zolfara – 2:53 (testo: Michele Straniero – musica: Fausto Amodei)
6. Ma mi... – 3:51 (testo: Giorgio Strehler – musica: Fiorenzo Carpi)

Lato B
1. Senza fine – 3:05 (Gino Paoli)
2. Cercami – 4:18 (testo: Silvana Simoni – musica: Enrico Polito)
3. Per te – 2:06 (Gino Paoli)
4. Me in tutto il mondo – 2:17 (Gino Paoli)
5. Un jour tu verras – 2:53 (testo: Enzo Luigi Poletto, Giacomo Mario Gili – musica: George Van Parys)
6. Un grido – 2:39 (testo: Calibi – musica: Fiorenzo Carpi)

## Formazione
- Ornella Vanoni - voce

### Altri musicisti
- Fiorenzo Carpi - arrangiamento e orchestra nei brani del lato A
- Bruno Canfora - arrangiamento e orchestra in Cercami e Un grido
- Gian Franco Reverberi - arrangiamento e orchestra negli altri brani del lato B